# Bob Lander
Bob Lander, egentligen Bo Christer Starander, född 11 mars 1942 i Karl Johans församling i Göteborg, död 3 maj 2020 i Älvsborgs distrikt i Göteborg, var en svensk musiker.
Lander började spela ihop med Björn Thelin 1956 under namnet Rebels, som sedan blev Rock-Teddy and The Blue Caps. Gruppen bestod av Björn, Bob, Bo Winberg och Bo Wahlberg på bas, samt Bengt Dahllöf på piano; en grupp som så småningom skulle bli The Spotnicks.

## Filmografi
- 1964 – Älskling på vift